# Lundtoft Herred
Lundtoft Herred hørte i middelalderen til Ellumsyssel. Senere kom det under Tønder Amt og i 1850 endelig til Aabenraa Amt. Efter 1920 blev Bov Sogn og Frøslev Kommune af Hanved Sogn overført fra Vis Herred (Wiesharde) og Flensborg Amt til Lundtoft Herred og Aabenraa Amt.
I herredet ligger følgende sogne:
- Bov Sogn – (Bov Kommune)
- Ensted Sogn – (Aabenraa Kommune)
- Felsted Sogn – (Lundtoft Kommune)
- Gråsten-Adsbøl Sogn – (Gråsten Kommune)
- Holbøl Sogn – (Bov Kommune)
- Kliplev Sogn – (Lundtoft Kommune)
- Kværs Sogn – (Gråsten Kommune)
- Rinkenæs Sogn – (Gråsten Kommune)
- Uge Sogn – (Tinglev Kommune)
- Varnæs Sogn – (Lundtoft Kommune)